# N.H.
L'abbreviazione N.H. del latino Nobilis Homo o del veneziano arcaico Nobilhomo, cioè "nobiluomo", compariva, nell'antica Repubblica di Venezia, nell'onomastica dei Patrizi, la classe nobiliare al governo della città e dello Stato fino alla caduta della Serenissima. Il corrispondente femminile è N.D., Nobilis Domina.
La presenza dell'appellativo N.H. designava dunque il portatore come uno dei detentori della sovranità dello Stato veneziano ed uno dei potenziali successori del Doge, parificandolo, nella gerarchia nobiliare, ad un principe del sangue.
N.H. e N.D. sono oggi ancora usati, per consuetudine, come trattamenti d'onore per rivolgersi a nobili privi di un altro titolo specifico.